# Hyeong
Los términos coreanos hyeong, pumse y teul, que significan forma o patrón se usan todos para referirse a las artes marciales típicamente coreanas, como taekwondo y tangsudo. 
En las artes que no son marciales, hyeong (兄) puede significar «hermano mayor», pero no tiene nada que ver con hyeong (形). La palabra hyeong se ha acabado transcribiendo como hyung; la palabra pumse se transcribe a veces como pumsae o poomsae y teul se escribe a menudo tul.
Un hyeong es una secuencia sistemática y organizada de técnicas marciales que se hacen con o sin armas. En los dojangs tradicionales, los hyeong se usan como un entrenamiento en los descansos que es muy útil para desarrollar el mushin, el vacío durante el combate, y entrenar la coordinación y la fortaleza mental y física. Estos movimientos pueden parecer una pelea, pero son puramente estéticos y no combativos y están dispuestos juntos para ser una herramienta condicionante. 
La aptitud de quien los practica será evaluada en la competición, en las que los jueces puntúan teniendo en cuenta muchos factores, incluyendo energía, precisión, velocidad y control. En las competiciones occidentales hay dos clases: creativas y normales. Los hyeong creativos son invención de la persona que los ejecuta y, generalmente, son más acrobáticos que los normales y no tienen por qué reflejar los principios de movimientos intrínsecos de ningún arte marcial.